# Ligne de tramway O (SNCV Groupe de Bruxelles Sud)
 (janvier 2022).
La ligne O est une ancienne ligne du tramway vicinal de Bruxelles de la Société nationale des chemins de fer vicinaux (SNCV) qui reliait Bruxelles à Uccle.

## Histoire
Tableaux 1931 : 298 ; 1958 534
1913 : mise en service : Bruxelles Place Rouppe - Avenue Longchamp; traction électrique.
1915 : prolongement de l'avenue Longchamp vers l'Observatoire à Uccle.
État au 1er janvier 1950 : O Bruxelles Place Rouppe - Uccle Observatoire.
17 février 1961 : suppression.